# Grantville
Grantville es un pueblo ubicado en el condado de Coweta en el estado estadounidense de Georgia. En el censo de 2000, su población era de 1.309.

## Demografía
En el 2000 la renta per cápita promedia del hogar era de $28,929, y el ingreso promedio para una familia era de $33,594. El ingreso per cápita para la localidad era de $13,982. Los hombres tenían un ingreso per cápita de $28,929 contra $23,250 para las mujeres.

## Geografía
Grantville se encuentra ubicado en las coordenadas 33°14′14″N 84°49′37″O / 33.23722, -84.82694 (33.237252, -84.827059).
Según la Oficina del Censo, la localidad tiene un área total de 13,5 km² (5,2 mi²), de la cual 13,5 km² (5,2 mi²) es tierra y 0 km² (0 mi²) (0.00%) es agua.